# Клинтон (Арканзас)
Клинтон (англ. Clinton) — город, расположенный в округе Ван-Бьюрен (штат Арканзас, США) с населением в 2283 человека по статистическим данным переписи 2000 года. Город назван в честь шестого губернатора Нью-Йорка ДеВитта Клинтона.
5 февраля 2008 года по городу пронёсся смерч категории E4 по расширенной шкале Фудзиты. В результате погибли три человека и разрушено много построек, включая судостроительное предприятие.

## География
По данным Бюро переписи населения США город Клинтон имеет общую площадь в 30,04 квадратных километров, из которых 29,53 кв. километров занимает земля и 0,52 кв. километров — вода. Площадь водных ресурсов округа составляет 1,73 % от всей его площади.
Город Клинтон расположен на высоте 172 метра над уровнем моря.

## Демография
По данным переписи населения 2000 года в Клинтоне проживало 2283 человека, 626 семей, насчитывалось 1007 домашних хозяйств и 1123 жилых дома. Средняя плотность населения составляла около 76,1 человека на один квадратный километр. Расовый состав Клинтона по данным переписи распределился следующим образом: 95,71 % белых, 0,04 % — чёрных или афроамериканцев, 0,74 % — коренных американцев, 0,13 % — азиатов, 2,06 % — представителей смешанных рас, 1,31 % — других народностей. Испаноговорящие составили 2,67 % от всех жителей города.
Из 1007 домашних хозяйств в 26,1 % — воспитывали детей в возрасте до 18 лет, 49,7 % представляли собой совместно проживающие супружеские пары, в 8,8 % семей женщины проживали без мужей, 37,8 % не имели семей. 35,5 % от общего числа семей на момент переписи жили самостоятельно, при этом 20,6 % составили одинокие пожилые люди в возрасте 65 лет и старше. Средний размер домашнего хозяйства составил 2,22 человек, а средний размер семьи — 2,87 человек.
Население города по возрастному диапазону по данным переписи 2000 года распределилось следующим образом: 23,1 % — жители младше 18 лет, 7,5 % — между 18 и 24 годами, 23,8 % — от 25 до 44 лет, 23,6 % — от 45 до 64 лет и 22,0 % — в возрасте 65 лет и старше. Средний возраст жителей составил 42 года. На каждые 100 женщин в Клинтоне приходилось 90,3 мужчин, при этом на каждые сто женщин 18 лет и старше приходилось 85,3 мужчин также старше 18 лет.
Средний доход на одно домашнее хозяйство в городе составил 22 206 долларов США, а средний доход на одну семью — 30 792 доллара. При этом мужчины имели средний доход в 24 750 долларов США в год против 19 152 доллара среднегодового дохода у женщин. Доход на душу населения в городе составил 15 514 долларов в год. 15,7 % от всего числа семей в округе и 17,9 % от всей численности населения находилось на момент переписи населения за чертой бедности, при этом 21,7 % из них были моложе 18 лет и 16,7 % — в возрасте 65 лет и старше.

## Известные уроженцы
- Бобби Бёрнетт[англ.] — профессиональный футболист.
- Джон Харгис — пловец, олимпийский чемпион 1996 года.